# 간로지 기요코
칸로지 키요코(일본어: 甘露寺 妍子 かんろじ きよこ[*], 1806년 7월 8일 (분카 3년 5월 2일) - 1851년 11월 21일 (가에이 4년 10월 28일))는 닌코 천황의 텐지이다. 스미코 내친왕의 생모이자, 쿠니노미야 아사히코 친왕의 양모이다. 아버지는 다이나곤 칸로지 쿠니나가이다. 관위는 종3위이다.

## 생애
다이나곤 칸로지 쿠니나가의 차녀로 태어났다. 닌코 천황의 후궁에서 일을 했고, 후에 텐지가 되어 스미코 내친왕을 포함 1남 3녀를 낳았다. 그러나 스미코 내친왕 이외의 아이는 요절했다. 또, 후에 쿠니노미야 아사히코 친왕의 양모가 되었다. 천황 붕어 후에는, 머리칼을 자르고 테이쇼인 (禎祥院)이라 칭했다.
1851년 11월 21일 (가에이 4년 10월 28일)에 46세의 나이로 사망했다.